# Дьеркс, Анна Катарина
Анна Катарина Дьеркс или в монашестве — Мария Адольфина (нидерл. Maria Adolfina, Anna Catharina Dierkx, 8 марта 1866, Северный Брабант — 9 июля 1900, Тайюань, Шаньси) — святая Римско-Католической Церкви, монахиня из женской монашеской конгрегации «Францисканки Миссионерки Марии», мученица.

## Биография
Анна Катарина Дьеркс родилась 3 марта 1866 года в бедной рабочей семье. В раннем детстве у ней умерла мать.
В 1893 году Анна Мария вступила в монашескую конгрегацию «Францисканки Миссионерки Марии», приняв монашеское имя Мария Адольфина.
В 1898 году епископ Франциск Фоголла, занимавшийся миссионерской деятельностью в Китае, путешествовал по Европе, рассказывая о жизни китайской католической Церкви, искал желающих поехать на миссию в эту страну. Будучи в Турине на Международной выставке, посвящённой китайской культуре, Франциск Фоголла познакомился там с основательницей конгрегации «Францисканки Миссионерки Марии» Еленой Марией де Шаппотен, которая предложила ему послать в Китай несколько монахинь. В результате их встречи на миссию поехала небольшая группа священников и монахинь, среди которых была и Мария Адольфина. Будучи на миссии в Тайюане, Мария Адольфина занималась катехизацией, ухаживала за бедными и сиротами.
В 1899—1900 гг. в Китае проходило ихэтуаньское восстание боксёров, во время которого пострадало много китайских христиан. Мария Адольфина была арестована повстанцами по приказу губернатора провинции Хэбэй Юй Сяня вместе с группой католиков и приговорена к смертной казни, которая состоялась 9 июля 1900 года.

## Прославление
Мария Адольфина была беатифицирована 27 ноября 1946 года папой Пием XII и канонизирована 1 октября 2000 года папой Иоанном Павлом II вместе с группой 120 китайских мучеников.
День памяти в католической церкви — 9 июля.

## Источник
- George G. Christian OP, Augustine Zhao Rong and Companions, Martyrs of China, 2005, стр. 40 (недоступная ссылка)